# Platja de l'Arbeyal
La platja del Arbeyal és la platja més occidental de les de Gijón (Astúries, Espanya). La platja del Arbeyal és la tercera platja en importància de Gijón, al costat dels populars barris de la Calçada i del Natahoyo, és una platja molt volguda que ha recuperat el seu aspecte originari després de dècades de quedar relagada enfront de la importància industrial de la zona.
Són aquests barris, a més, els que concedeixen a la platja la seva idiosincràsia i el seu dinamisme. Una zona que és socialment molt activa, i que també ho és urbanísticament, fent créixer a Gijón cada any més cap a l'oest.
Va ser inaugurada l'any 1995, recuperant el seu primitiu aspecte, perdut arran del creixement industrial de la ciutat. Anteriorment anomenada  "platja de la Propietària" a causa de la indústria que estava en els seus voltants. Està situada en un enclavament eminentment industrial, encara que en els seus voltants existeixen diverses zones verdes.

## Característiques
- Forma de petxina[1]
- Longitud de 300 m
- Aigües tranquil·les
- Sorra de gra gruixut i daurat
- Arenal en pleamar: 22.800 m²
- Arenal en baixamar: 106.000 m²

## Equipaments
- Aparcament
- Salvament
- Zona de jocs infantils
- Dutxes
- Lavabos
- Accés per a minusvàlids.[1]

## Enfocament esportiu
La platja del Arbeyal de Gijón, i el seu esperit "obrer", és escenari habitual de populars
tornejos esportius: rugbi, piragüisme, estels o natació, entre d'altres.

## Accessos
- Avinguda Príncep d'Astúries
- Línies d'autobusos nº 1, 3, 4, 5 i M1